# I’m Serious
I’m Serious – debiutancki album rapera z Atlanty T.I., który został wydany 9 października 2001 roku, przez wytwórnię Arista Records. Płyta sprzedała się w około 268.000 egzemplarzach. Pierwszym singlem jest I’m Serious z gościnnym udziałem Beeniego Mana, do tego utworu powstał również teledysk.
Na płycie usłyszymy takie osoby jak Pharrell z The Neptunes, Too Short, YoungBloodZ, Pastor Troy, Bone Crusher, Lil Jon, Beenie Man i Jazze Pha. 
Produkcją płyty zajęli się DJ Toomp, The Neptunes i Jazze Pha.

## Lista utworów
1. "Intro"
2. "Still Ain't Forgave Myself"
3. "Dope Boyz"
4. "What Happened?"
5. "You Ain't Hard"
6. "Why I’m Serious (Interlude)"
7. "I’m Serious"  (feat. Beenie Man)
8. "Do It"
9. "What's Yo Name"  (feat. Pharrell)
10. "Hands Up"
11. "Chooz U"  (feat. Jazze Pha)
12. "I Can't Be Your Man"
13. "Hotel"  (feat. Too Short)
14. "At the Bar"
15. "Heavy Chevys"  (feat. P$C)
16. "Grand Royal"
17. "Outro"
18. "I’m Serious (Remix)" (utwór dodatkowy)  (feat. Bone Crusher, Lil' Jon, Pastor Troy i YoungBloodZ)

## Single
- "I’m Serious" (feat. Beenie Man) (2001)
- "What's Yo Name" (feat. The Neptunes) (2001)

## Teledyski
- 2001: "I’m Serious" (feat. Beenie Man)
- 2002: "Dope Boyz" (Nieopublikowany)